# Argilla (album)
Argilla è il trentunesimo album in studio della cantante italiana Ornella Vanoni, pubblicato nel 1997.

## Il disco
In quest'album l'artista, accompagnata dalla tromba di Paolo Fresu, interpreta alcuni pezzi in chiave jazz.

## Tracce
1. Viaggerai (mares de ti) - 5:14 - (Carlinhos Brown - N. Lapidari)
2. Buontempo - 3:56 - (Ivano Fossati)
3. Sant'allegria (bem leve) - 3:01 - (Carlo Fava - G.Martinelli - Marisa Monte - A. Antunes)
4. Naufragio- 4:00 - (Ornella Vanoni - A. Lamberti- Roberto Carlos)
5. Argilla - 5:58 - (Carlinhos Brown - N. Lapidari)
6. Bugiardo e incosciente - 5:06 - (Paolo Limiti-Joan Manuel Serrat)
7. Nu'quarto'e luna - 2:27 - (Tito Manlio)
8. Lunamante (bang zoom) - 5:15 - (N. Lapidari - Bobby McFerrin)
9. I get along without you very well - 2:28 - (Hoagy Carmichael)
10. Ev'ry time you say goodbye - 2:33 - (Cole Porter)
11. Amore vicino ( ao meu redor) - 4:41 - (N. Lapidari - Nando Reis )
12. Se fosse vero (voce nao sabe) - 3:32 - (Ornella Vanoni - A. Lamberti -Roberto Carlos)
13. Sorry seems to be the hardest world - 5:10 - (Elton John)
14. Albae - 1:41 - (Paolo Fresu)

## Formazione
- Ornella Vanoni – voce
- Beppe Quirici – basso, chitarra acustica
- Claudio Fossati – batteria, caxixi, percussioni
- Federico Sanesi – percussioni, ghatam
- Armando Corsi – chitarra classica, chitarra acustica
- Roberto Cipelli – tastiera, pianoforte
- Ettore Fioravanti – batteria
- Nguyên Lê – chitarra elettrica, chitarra sintetica
- Riccardo Tesi – organetto
- Elio Rivagli – batteria, cajón, percussioni
- Antonello Salis – pianoforte, Fender Rhodes, fisarmonica
- Stefano Melone – tastiera, programmazione, percussioni
- Fulvio Maras – percussioni, bongos, djembe
- Furio Di Castri – contrabbasso
- Attilio Zanchi – contrabbasso
- Paolo Fresu – tromba, flicorno
- Tino Tracanna – sassofono soprano, sassofono tenore
- Lalla Francia, Elena Roggero – cori